# Buxus

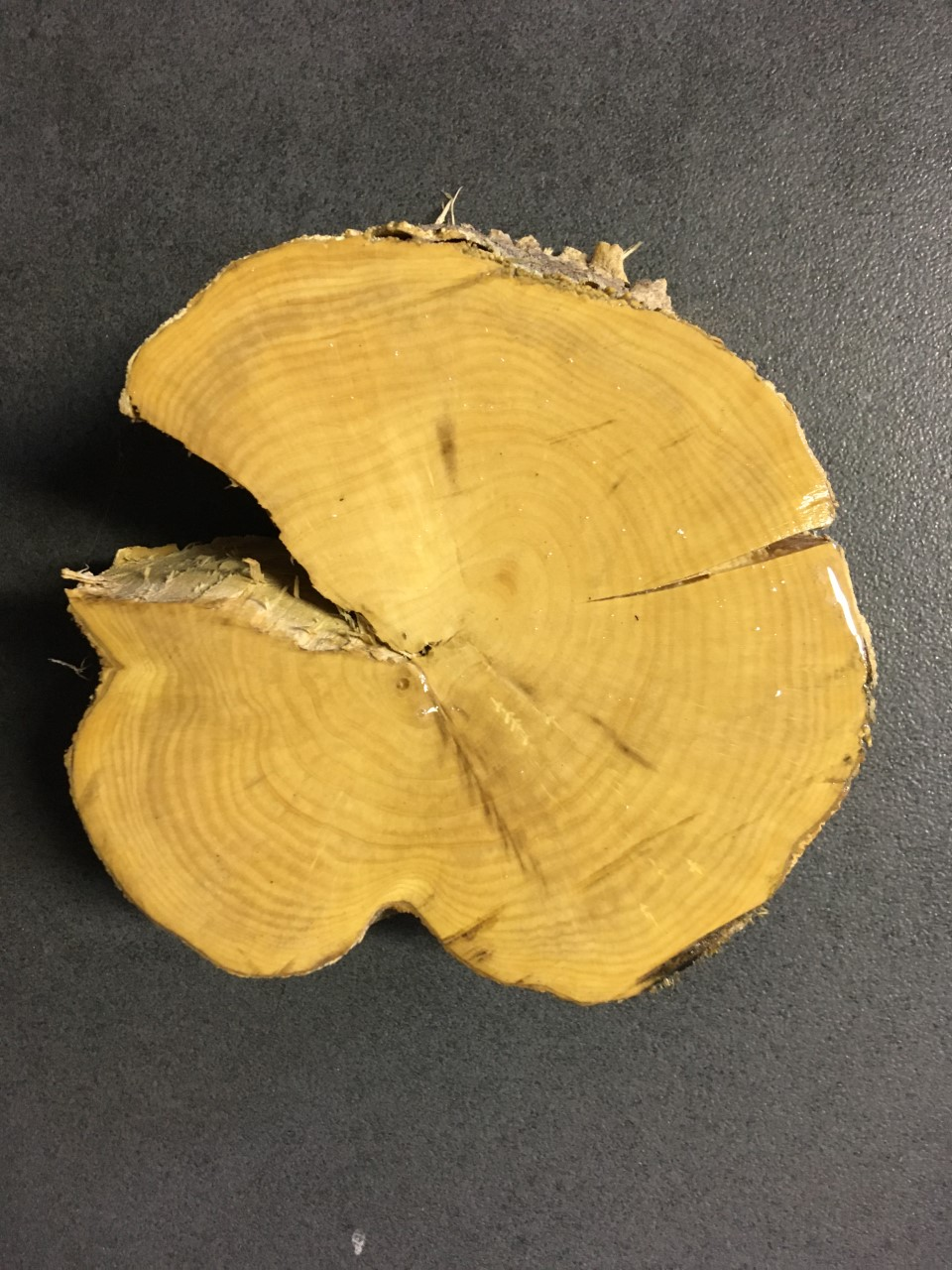
Buxushout

Buxus is een geslacht van planten uit de buxusfamilie (Buxaceae). De planten kunnen makkelijk gesnoeid worden en of zeer laag gehouden worden (in formele tuinen bijvoorbeeld), of juist hoog opgroeien en in een bijzondere vorm gesnoeid worden.
Buxus staat ook bekend onder de namen 'buksboom', 'bosseboom' en 'palmboompje'. Soms wordt de naam 'palm' gebruikt. Buxus heeft niets met palmen te maken. Van buxus, meer bepaald Buxus sempervirens, wordt vaak ten onrechte aangenomen dat ze een mediterrane oorsprong heeft. Daarom wordt vaak, eveneens ten onrechte, geloofd dat buxus van een zonnige, droge standplaats houdt.
Buxus groeit vrij langzaam en krijgt zelden de kans om zich tot boom te ontwikkelen.

## Voorkomen
Buxus komt voor in Midden-Amerika en Venezuela, Azië, Afrika (inclusief Madagaskar), en Europa. Buxus sempervirens, de meest aangeplante soort, komt in Europa en Turkije in het wild voor. Buxus balearica, die ook weleens in de tuinen wordt aangeplant, komt voor op Mallorca, Sardinië, in Andalusië en delen van Noord-Afrika. Deze soort is eerder mediterraan te noemen dan Buxus sempervirens. Desondanks komt ook Buxus balearica vooral voor op de noordflanken van  heuvels, en vermijdt zo de grootste hitte. Andere soorten verkrijgbaar in de handel zijn de Oost-Aziatische Buxus microphylla, Buxus microphylla var. japonica en de gelijkaardige, of mogelijk identieke, Buxus harlandii. Al deze soorten hebben een voorkeur voor een licht beschaduwde plaats met voldoende bodemvochtigheid. Hitte wordt in het algemeen slecht getolereerd. Buxus is een kalkminnende plant, maar belangrijker dan kalk is een luchtige bodem.
Het aantal verschillende soorten buxus is onduidelijk; schattingen lopen uiteen van dertig tot negentig. Deze grote onzekerheid is mede te wijten aan onduidelijke beschrijvingen door de ontdekkers. Zo is Léveillé berucht om zijn wazige beschrijvingen van door hem in China ontdekte buxussoorten. Bovendien lijkt het erop dat enkele soorten meerdere keren opnieuw beschreven en benoemd werden door onderzoekers uit verschillende landen. Onderzoekers zijn daarbij onvoldoende kritisch geweest en hebben zich te weinig gebaseerd op levend materiaal ter plaatse. Ook heeft ten minste een ontdekker een Ilex als Buxus beschreven. De variabiliteit in bladgrootte en groeivorm binnen eenzelfde soort bij buxus kan mede oorzaak zijn van dergelijke fouten. Het is waarschijnlijk dat het aantal Chinese soorten veel kleiner is dan vaak wordt aangenomen en dat dus het werkelijk aantal soorten aanmerkelijk minder zal zijn dan negentig. Mogelijk geldt dit ook ten aanzien van de schijnbare rijkdom aan Cubaanse soorten.

## Geschiedenis
Ook de geschiedenis van deze plant geeft aanleiding tot verwarring. De klassieke botanici Theophrastos en Plinius de Oudere, schrijven over 'puxos' en 'buxus'. Opvallend genoeg deed Dioscorides, die oorspronkelijk als een belangrijker botanicus werd beschouwd dan Plinius de Oudere, het niet. Plinius de Jongere beschrijft in twee brieven het gebruik van "buxus" in zijn tuin. Soms werd voor het woord "buxus" ook wel "buxeus" gebruikt. In geen enkel geval wordt duidelijk welke plant deze schrijvers bedoelden. De uitvinding van de schaar met een centraal draaipunt dateert vermoedelijk van de veertiende eeuw. Natuurlijk bestonden er reeds lang schaapscheerdersscharen, maar hiermee buxushagen en topiary-vormen snijden is uitermate vermoeiend. Er wordt door hedendaagse botanici aanvaard dat buxus in Italië toen niet voorkwam - met uitzondering misschien van Ligurië (dat etymologisch met 'liguster' verwant is). Nochtans liggen deze oude schriften aan de basis van het daadwerkelijk invoeren van de echte "buxus" in de Franse tuinen omdat men de oude Romeinse tuinen, of wat men zich als Romeinse tuinen voorstelde, wilde imiteren. In dit verband is de invloed van Leon Battista Alberti (1404-1472), architect, Latijnkenner en (zoals Theodorus Gaza) bibliothecaris van paus Nicolaas V (1447-1455), niet te onderschatten. Hier moet men bovendien Claude Mollet noemen die, moe van het jaarlijkse uitwisselen van bevroren mirte (Myrtus communis), besloot daarvoor de in Frankrijk inheemse buxus sempervirens te gebruiken. Voordien werd buxus, naast sevenboom, hulst en taxus, gebruikt in de Duitstalige landen onder meer als onheilwerende, duivelverdrijvende, lustremmende en zelfs geneeskrachtige plant als we Hieronymus Bock (1489-1554) mogen geloven. Voor hem had Hildegard van Bingen (1098-1179) reeds over de geneeskrachtige werking van buxus geschreven. Maar de overtuiging dat in hagen geschoren buxus typisch was voor middeleeuwse kloostertuinen is op niets gebaseerd.

## Gebruik op Palmzondag
In de Katholieke Kerk wordt Palmzondag vanouds gevierd met de zegening van palmtakken aan het begin van de H. Mis. In noordelijker streken worden deze vanwege het klimaat bijna altijd vervangen door buxustakjes.  Bij het begin van de misviering zegent de priester de palmtakken met wijwater. Na de zegening volgt dan een processie met gezangen die herinneren aan het volk dat "Hosanna" riep en Jezus met gejuich in Jeruzalem binnenhaalde.

## Fytotherapie en folklore
Vermoedelijk was de ontbossing in Europa als gevolg van de scheepsbouw en nadien van de industrialisatie een verschijnsel dat het gebruik van palm versterkt heeft: na ontbossing wast ze goed aan, en ze is zeer gemakkelijk te stekken.
Waarschijnlijk maakte ‘buxus’ dan ook snel deel uit van een normale tuinapotheek.
Nog vroeger werd over “buxus” geschreven als middel tegen ziektes. Recepten tegen schurft, jicht en ogenlijden vindt men al bij Hildegard von Bingen (1098-1179). Maar een verwittiging is hier op zijn plaats: dekte het woord “buxus” bij Hildegard de echte buxus?
In Frankrijk werd buxus voorgeschreven bij een typisch Frans lijden: “leverluiheid” en tegen griep en zelfs als haargroeimiddel die de haren rood of geel maakte (Fuchs 1549 en 1558). Dit laatste werd ook in Italië beweerd. Fuchs en Matthioli (1653) gingen een stap verder en vertelden dat een boerin eruitzag als een apin nadat ze buxusextract had gebruikt.
Vanaf de 16e eeuw werd ook ‘buxus’ als middel tegen syfilis ingezet.
Tegen tandpijn en buikpijn werd in Frankrijk buxussap gebruikt.
Lobelius (1570) beweerde zelfs dat hij iemand had zien genezen van pokken door buxus!
Durante (1576) en Dodoens (1618) beweren dat buxussap helpt bij slangenbeten. Vreemd genoeg zei Fuchs (1549) voordien dat slangen zelf buxussap nemen bij een verwonding.
In de hedendaagse Italiaanse 'fytotherapie' is de lijst van ziektes die behandeld zouden kunnen worden met onder meer buxusextracten zeer lang.
In Engeland worden nu nog paarden behandeld met een handvol buxusbladeren in het hooi zodat parasieten (Hypoderma en Gastrophilidae) bestreden worden. Doch schijnen 750 gram buxusbladeren dodelijk te zijn voor paarden en er wordt gezegd dat zwijnen bij een test stierven. Aan de Kaspische zee wordt beweerd dat buxus giftig is voor kamelen en in Duitsland zegt men dat dit voor runderen geldt.
De dodelijke dosis zou bij een hond 0,8 gram buxin zijn. Maar blijkbaar is nog nergens een geval bekend dat een mens aan een ingenomen buxusmiddel gestorven is.
De plantkundigen uit de 16e en 17e eeuw en later werden gezien als geloofwaardige wetenschappers. Het is daarom niet te verwonderen dat in Frankrijk nog steeds buxusbladeren gekookt worden en dat dit brouwsel, dat een afstotelijke smaak heeft, tegen griep en andere ongemakken ingenomen wordt.
Doch deze wetenschappers vertelden ook andere dingen: „Want Bucxboom (sic) is niet alleen quaet voor de hersenen ingenomen maar selfs de vruchten daer van die nochtans niet seer en sterck en riecken zijn schadelick“ verwittigt Dodoens (1618) in zijn Cruydtboeck. En voegt erbij dat zij bedrogen worden die buxusmiddeltjes nemen tegen syfilis. Dezelfde wetenschapper beweert dat buxus „door sijnen vuylen Stanck de lucht bederft“ en de duivel die zelf stinkt op de vlucht drijft. Ook vleselijke lusten werden geremd.
In de landbouw gebruikte men buxus om mollen te verdrijven: op drie hoeken van een veld stak men gewijde buxustakjes in de grond. Langs de vierde hoek verdwenen de mollen, volgens Belgische boeren. In Zuid-Duitsland gebruikt men buxus als plantaardig tegenmiddel tegen negatieve aardstralen.

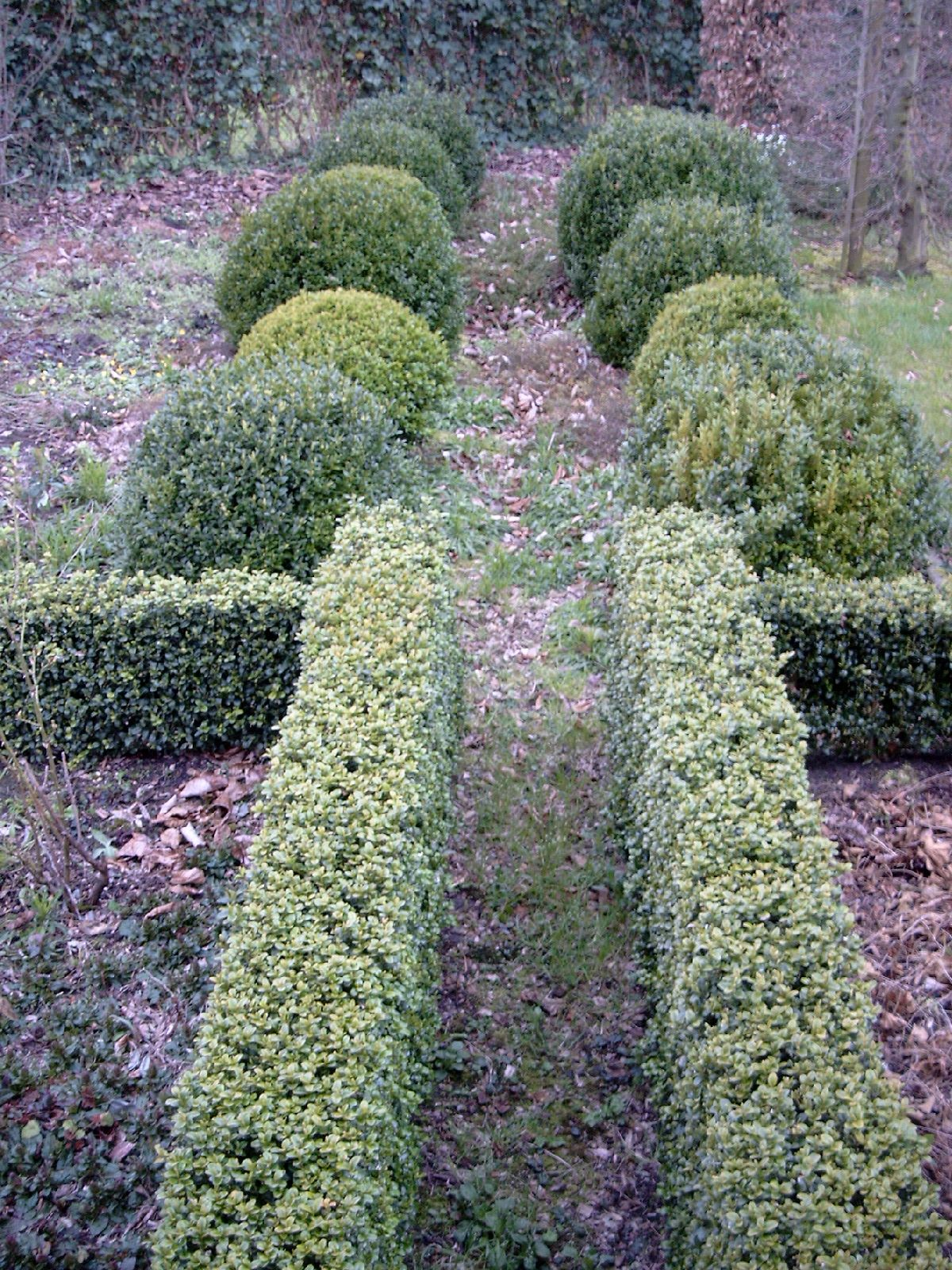
Gegroepeerde buxus in een siertuin

## Hout
Het hout van Buxus sempervirens wordt ook wel palmhout genoemd. Het is zeer hard, taai en fijn van structuur. Buxushout is bijzonder zwaar, heeft een fijne nerf en een onregelmatige draad. Scheuren en krimpen is tijdens het langzame droogproces bijna niet te vermijden. Palmhout wordt onder andere ook gebruikt voor de staven in rondsels van windmolens, meetlatten, linialen, decoratiewerk, schaakfiguren, heften en snij- en beeldhouwwerk.
Volgens Plinius de Oudere was het hout zo hard dat het vuur trotseerde. Hij noemde het geschikt om schrijftabletten en andere kleine voorwerpen van te maken. Rond 1500 sneed men gebedsnoten en religieuze drieluiken uit buxushout. Ook blaasinstrumenten zouden er toen al uit gemaakt zijn. Later werd het in Spanje gebruikt voor onder andere castagnetten en er werden kruisbeeldjes, schaakfiguren, rozenkransen, mesheften, kleine vorkjes en lepels van geproduceerd. Weefspoelen van palmhout werden vooral in Engeland gebruikt, daartoe importeerde men in de 19e eeuw duizenden tonnen buxushout uit de Kaukasus. 
In de baroktijd werden er in Nederland, Engeland, Frankrijk en Duitsland houtblaasinstrumenten uit palmhout vervaardigd. Vooral barokhobo's, traverso's en blokfluiten werden ervan gemaakt. Ook anno 2015 worden nog handgemaakte instrumenten uit deze - om de specifieke klank gewaardeerde houtsoort - vervaardigd. Deze instrumenten zijn vaak kopieën van originelen waarop nauwelijks nog gespeeld kan of mag worden. In Frankrijk, Nederland en in Duitsland worden ook nog blokfluiten van palmhout geproduceerd.

## Ziektes en parasieten
Buxus kent verscheidene ziektes.
Het meest voorkomend en meest opvallend is de buxusvlo Psylla buxii. Bij aantasting door dit vliegend insect krullen de bladeren aan het einde van de twijgen zodanig dat het effect ietwat lijkt op spruitjes. Enkele variëteiten zijn blijkbaar gevoeliger dan anderen: vooral buxus ‘Vardar Valley’ en ook buxus ‘Greenpeace’ zijn zowat gepredestineerd om hieraan te lijden. Andere buxus wordt natuurlijk ook besmet. Er zijn chemische middelen in de handel om hiertegen op te treden. Maar snoei is wel effectiever. Bovendien wordt buxus die in de schaduw staat, niet of veel minder aangetast.
Rode spin (Eurytetrarynchus buxii) tast buxus aan als hij in de zon staat en dus vooral in warme zomers. Bij aantasting lijkt het blad zilverig door de vele kleine gaatjes die deze mijten in het blad boren. Tot acht generaties per jaar zijn mogelijk. Daarom is chemische bestrijding niet eenvoudig. Ook hier wordt buxus die in de schaduw groeit niet of slechts zeer licht aangetast.
De buxusgalmug (Monarthropalpus buxii) tast de bladeren van binnenuit aan. Larven van dit insect vreten van binnenuit het bladgroen. Aangetaste buxus wordt kaal omdat de bladeren afvallen. Opvallend is dat de aantasting het sterkst is in de volle zon. Vreemd genoeg wordt buxus 'Rotundifolia' zelden hieraan ziek.
De buxusmot (Cydalima perspectalis) komt oorspronkelijk uit Oost-Azië, maar komt door ongewilde introductie nu ook voor in Europa. Volgens onderzoek van de Universiteit van Bazel werd hij in 2006 in Europa geïntroduceerd via verpakkingshout van natuursteen uit Azië. Nadien ging de verspreiding snel vanuit Duitsland en Zwitserland naar de rest van Europa. Ook in België, Nederland, Groot-Brittannië en Frankrijk is de soort intussen aan een opmars bezig. De rupsen van buxusmotten zorgen voor veel schade aan de buxus, ze kunnen een struik volledig kaalvreten.
Door zijn urinegeur trekt buxus honden aan die hun merk erop sproeien. Hieraan gaan hele delen buxus kapot.
Er zijn ook nematoden bekend die de wortels vernietigen. Vermijden kan men de aantasting door de juiste bodem nl. luchtige grond. Hoge grondwaterstanden of natte gronden maken buxus kapot.
Zware taksterfte, veroorzaakt door de schimmel Cylindrocladium buxicola, is sinds enkele jaren aan een sterke opmars bezig. Eerste symptomen zijn donkerbruine tot zwarte vlekken op de bladeren en op de stengels. Vervolgens verdorren de bladeren, maar blijven nog enige tijd aan de plant hangen. Als er niet wordt ingegrepen, sterft de plant na enkele dagen volledig af, vooral onder vochtige omstandigheden. Er zijn tot op heden echter nog geen middelen gevonden die de schimmel volledig onder controle kunnen houden. Steeds meer en meer particulieren en openbare domeinen zoals kasteeltuinen worden het slachtoffer van deze agressieve schimmel.
Uit deze opmerkingen kan men afleiden in welke situatie buxus zich het best voelt. Namelijk uit de zon en in luchtige bodem zoals die onder meer ook voor rododendrons of azalea’s geschikt is. Echter, buxus heeft minder zure grond nodig en houdt zelfs van een kalkgift als de pH-waarde aan de lage kant is.

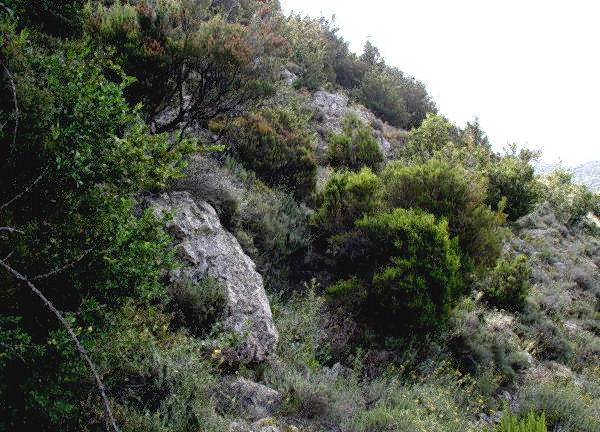
Buxus-sempervirens
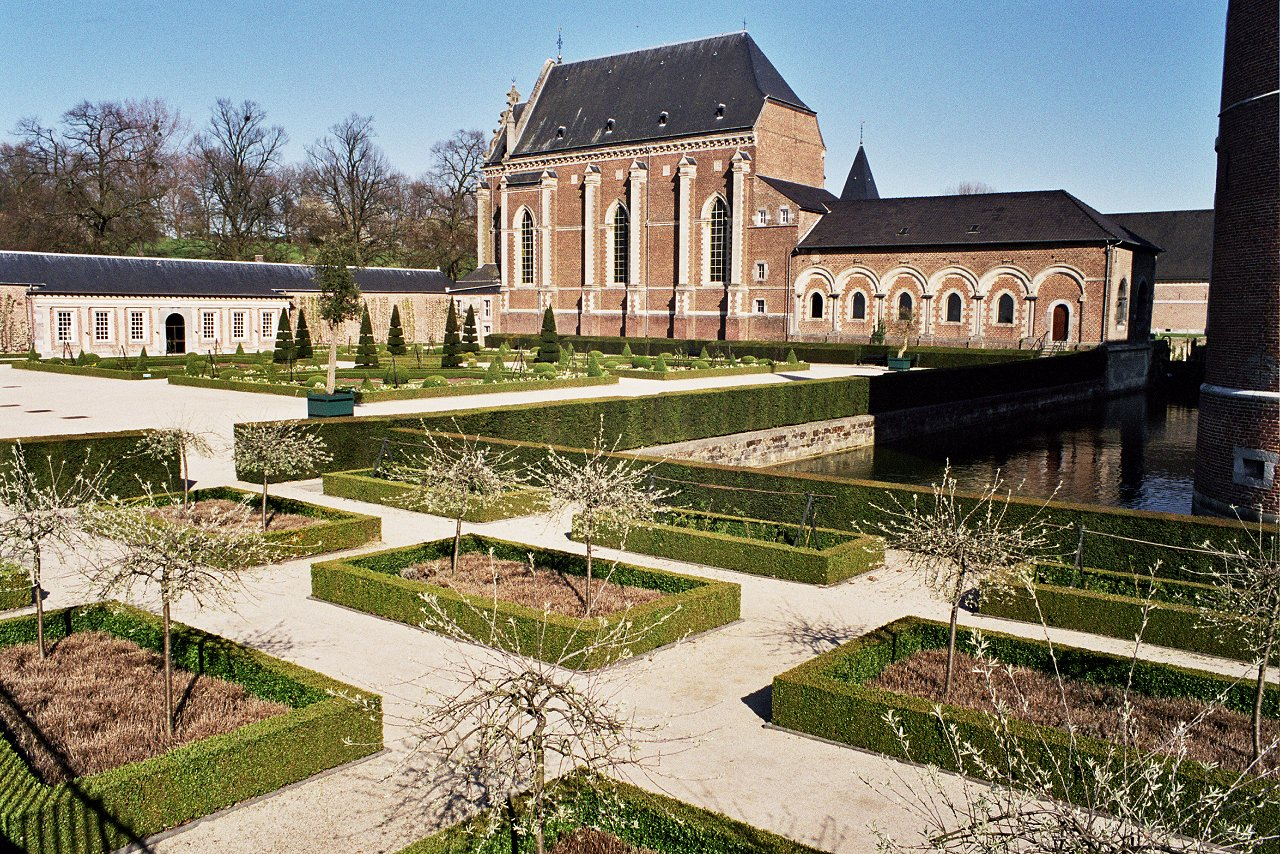
Kasteel Alden Biesen met de Franse tuin
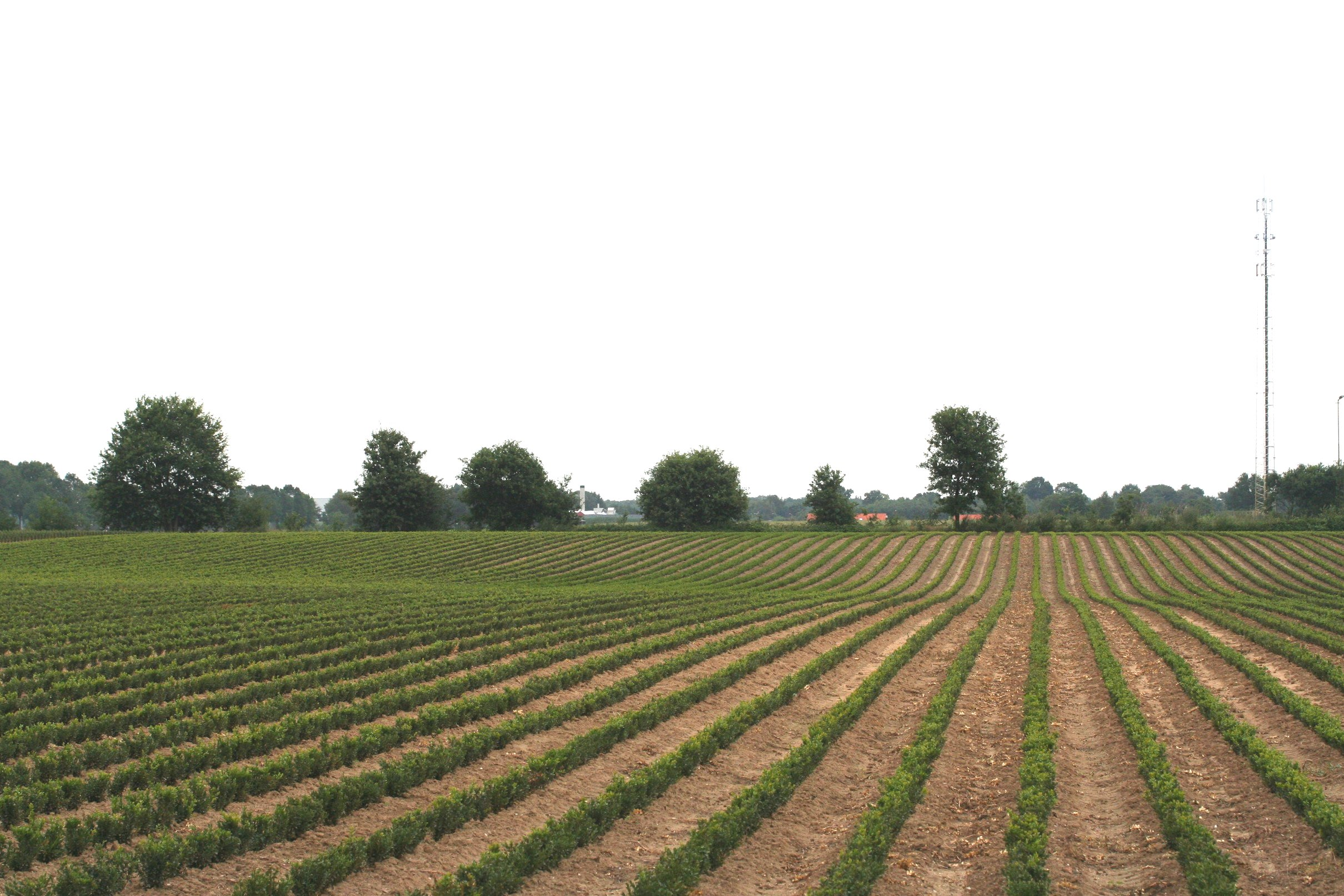
Buxuskwekerij
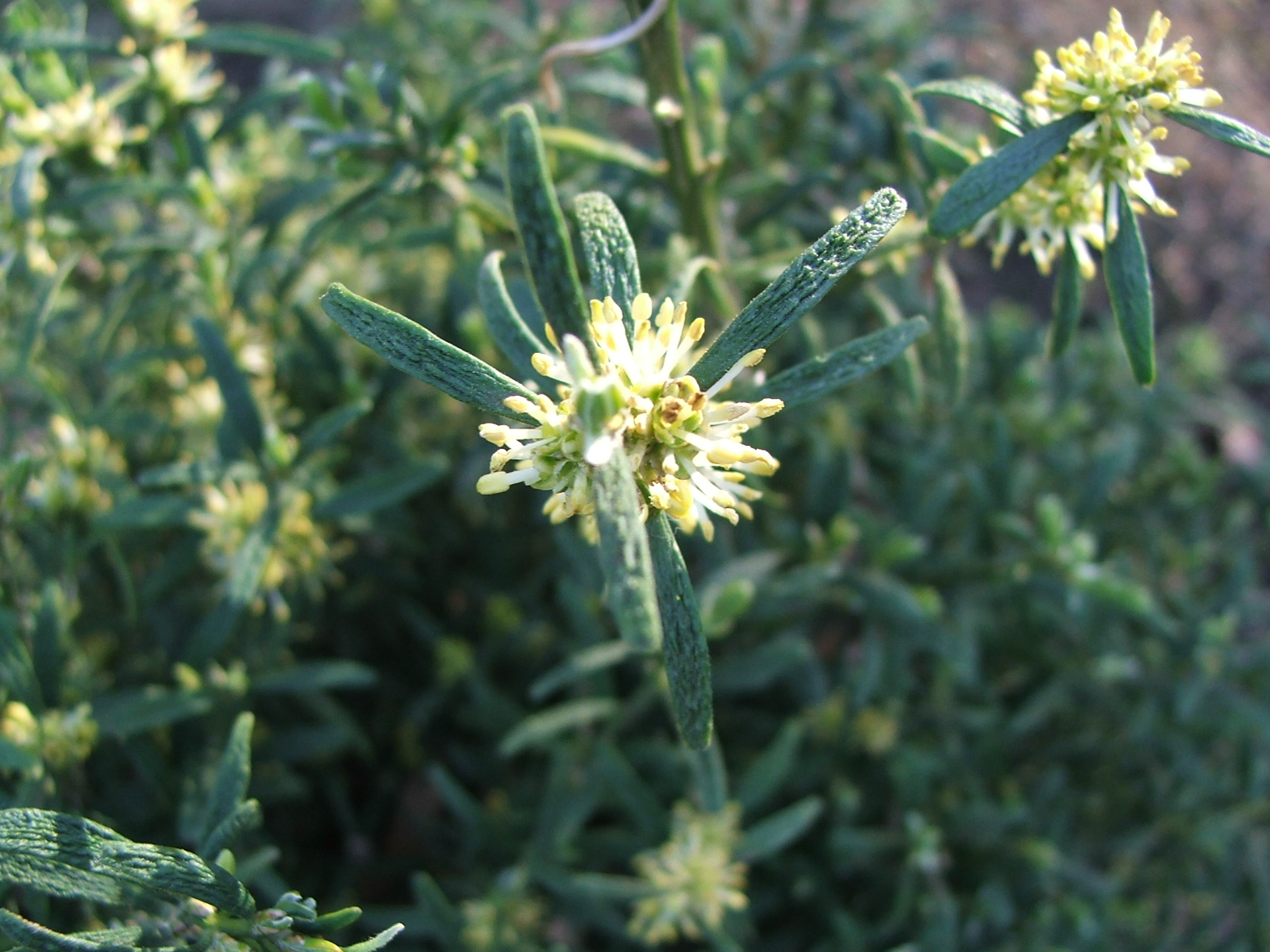
Buxus sempervirens rosmarinifolia
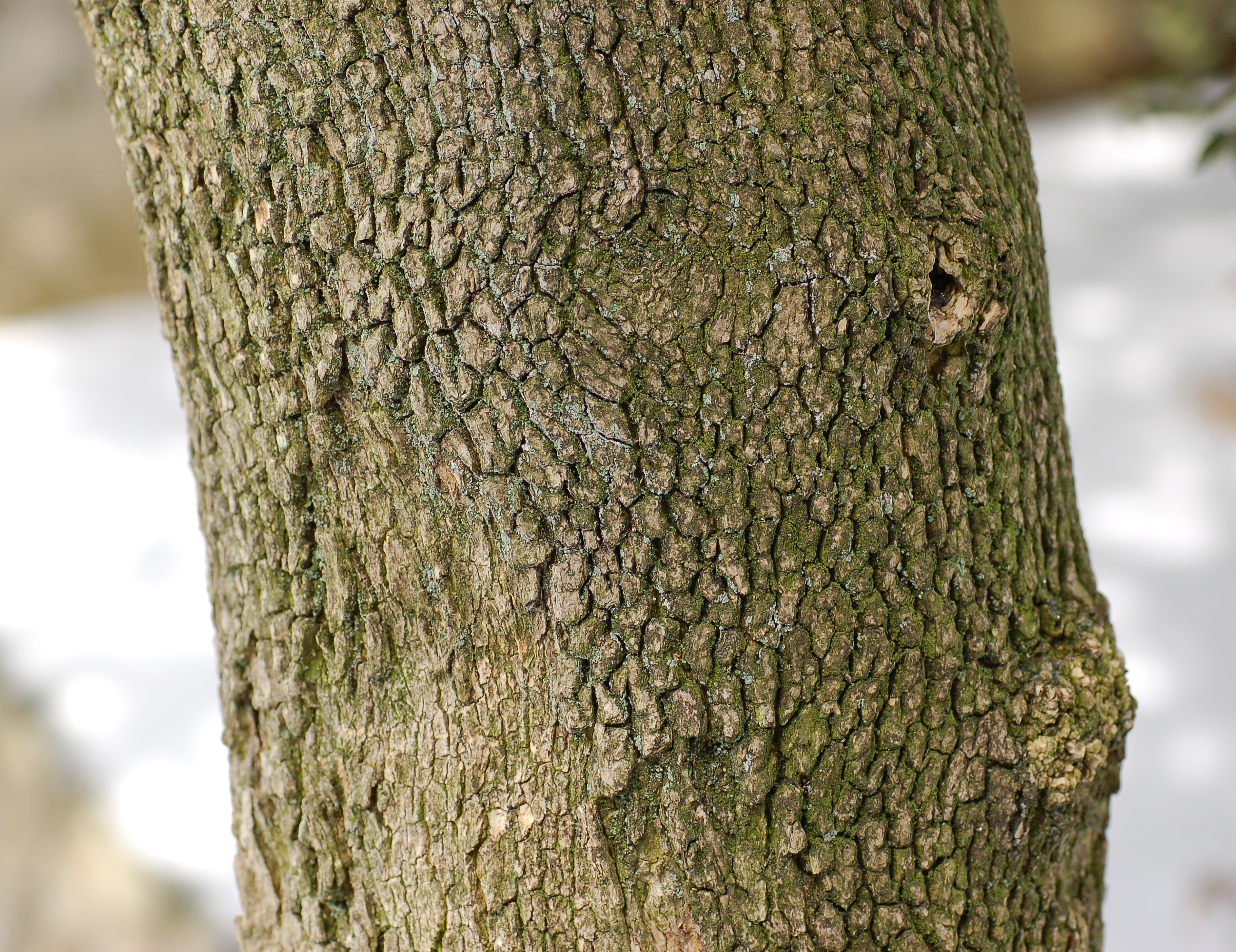
Bast van Buxus sempervirens var. arborescens
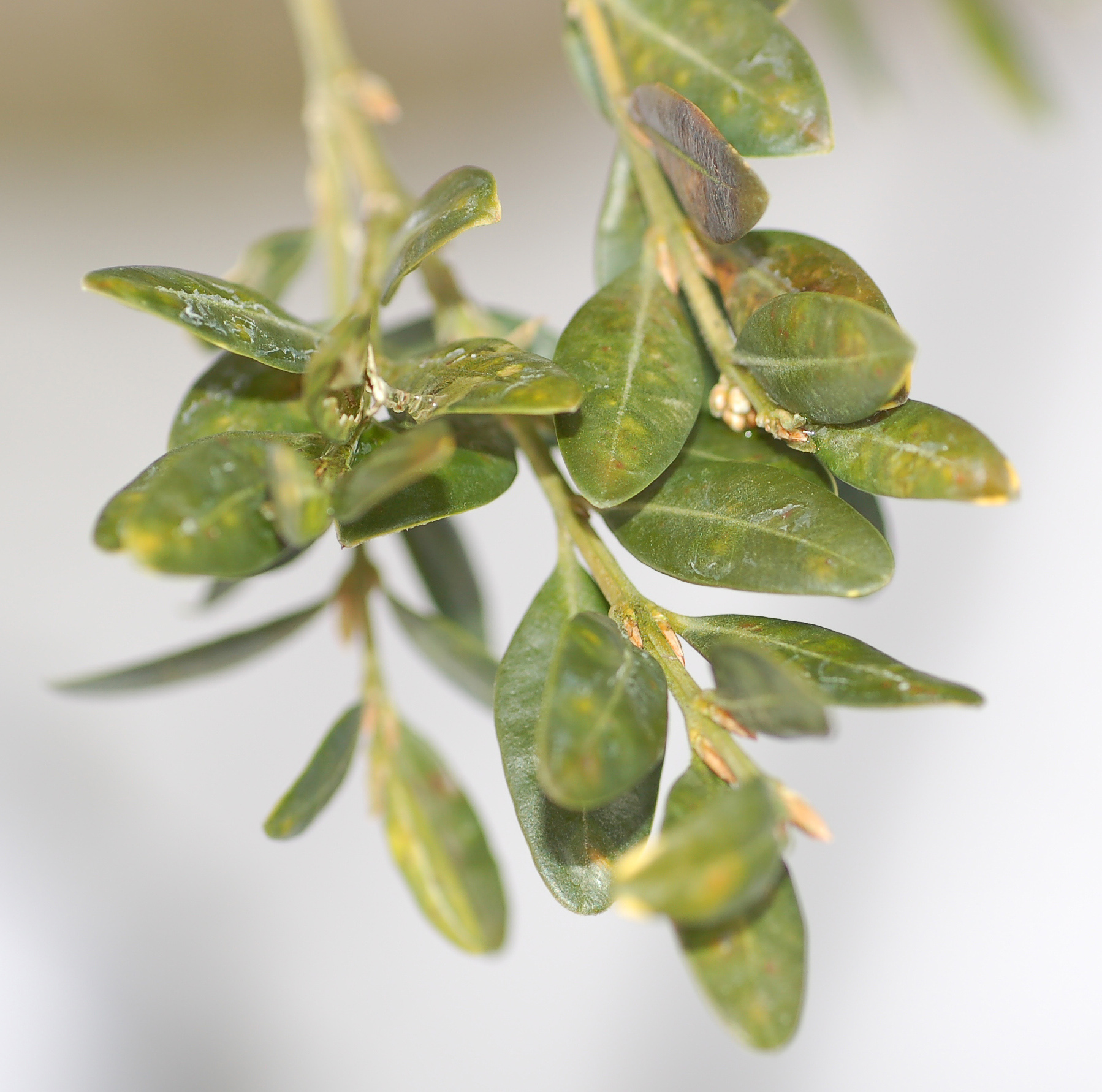
Buxus sempervirens var. arborescens
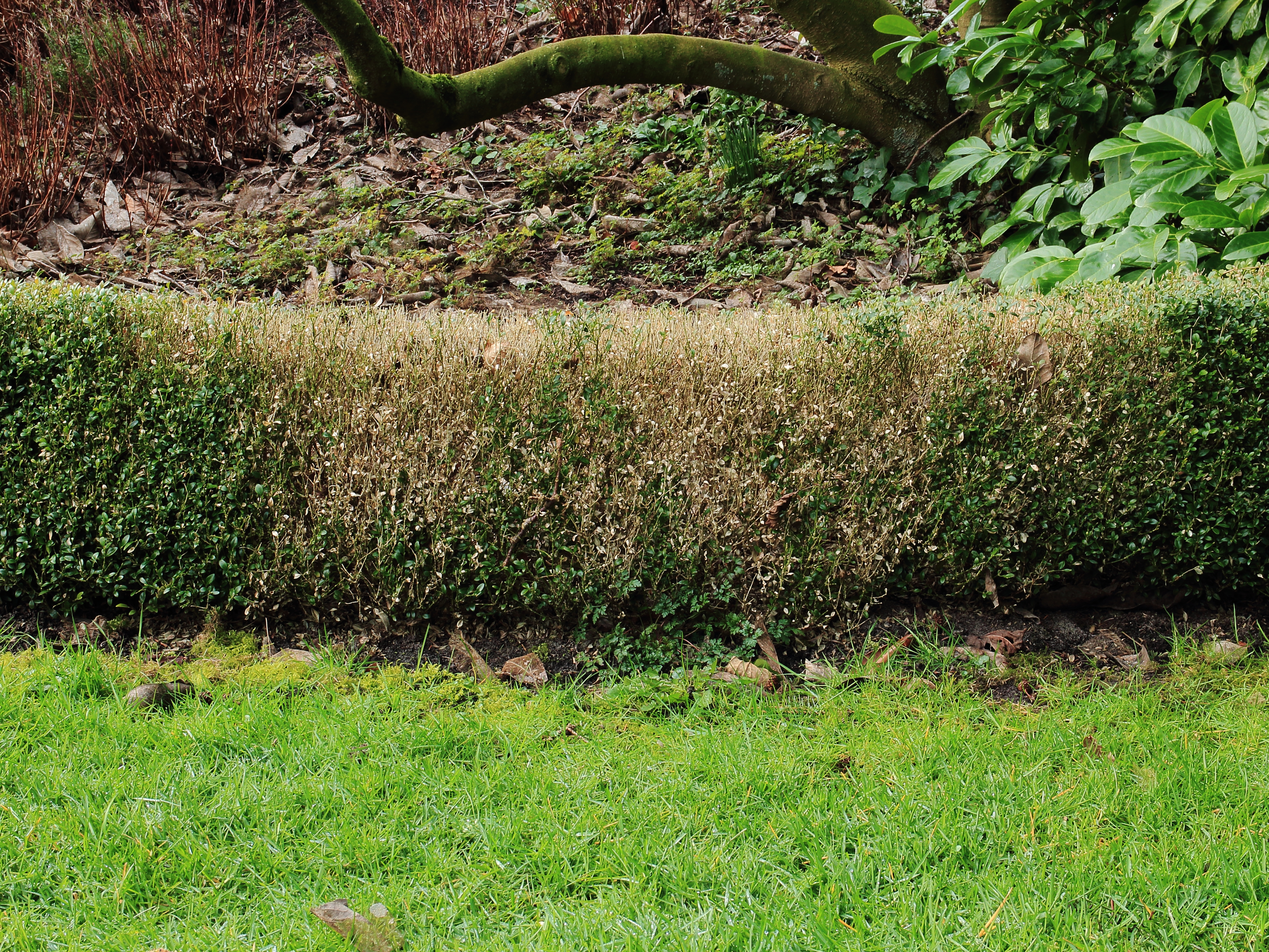
Zware taksterfte
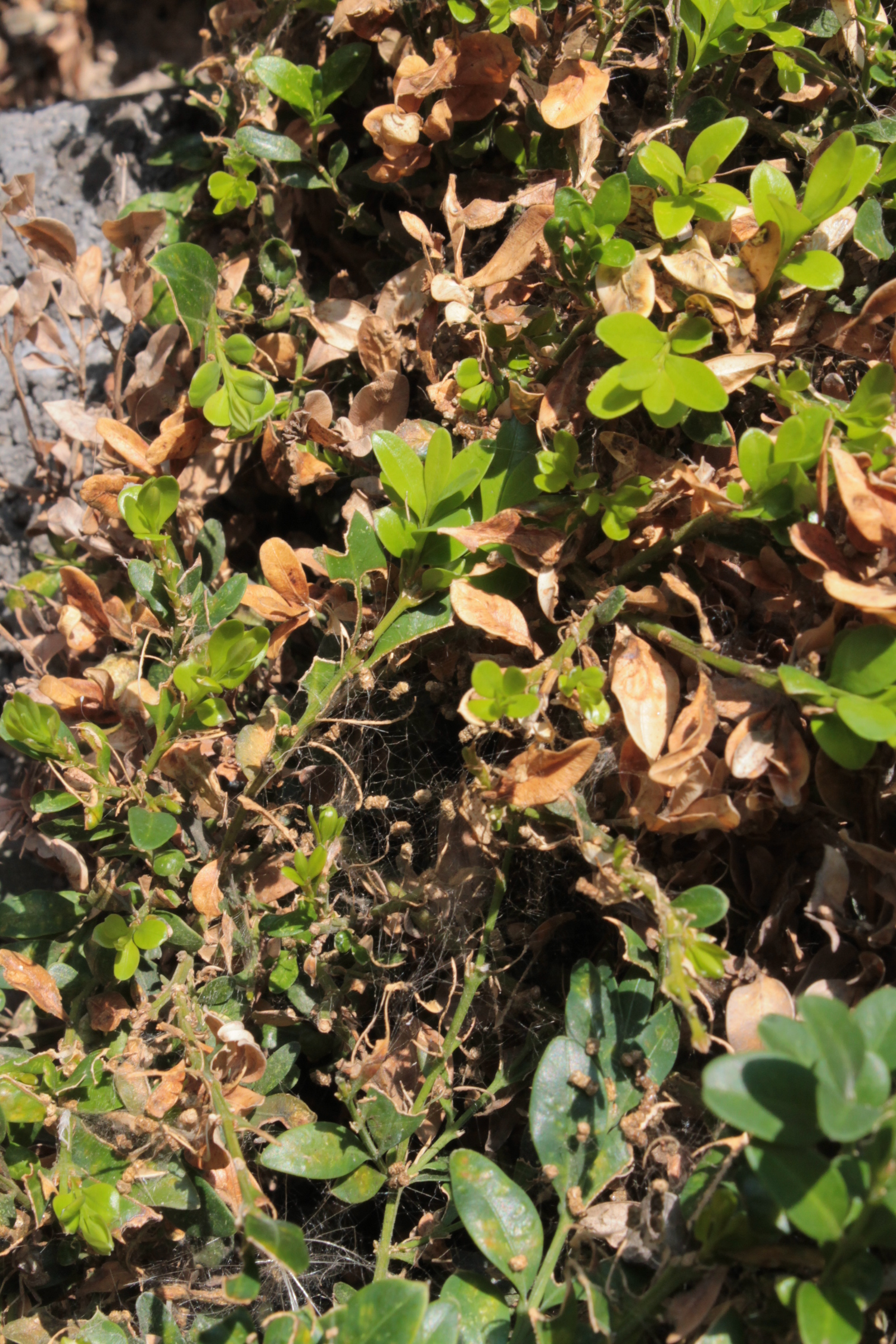
Aantasting door de buxusmot

## Soorten
- Buxus acuminata (Griseb.) Müll.Arg.
- Buxus acunae Borhidi & O.Muñiz
- Buxus acutata Friis
- Buxus aneura Urb.
- Buxus arborea Proctor
- Buxus austroyunnanensis Hatus.
- Buxus bahamensis Baker
- Buxus balearica Lam.
- Buxus bartlettii Standl.
- Buxus benguellensis Gilg
- Buxus bissei Eg.Köhler
- Buxus bodinieri H.Lév.
- Buxus braimbridgeorum Eg.Köhler
- Buxus brevipes (Müll.Arg.) Urb.
- Buxus calcarea G.E.Schatz & Lowry
- Buxus capuronii G.E.Schatz & Lowry
- Buxus cephalantha H.Lév. & Vaniot
- Buxus cipolinica Lowry & G.E.Schatz
- Buxus citrifolia (Willd.) Spreng.
- Buxus cochinchinensis Pierre ex Gagnep.
- Buxus cordata (Radcl.-Sm.) Friis
- Buxus crassifolia (Britton) Urb.
- Buxus cristalensis Eg.Köhler & P.A.González
- Buxus cubana (A.Rich.) Baill.
- Buxus ekmanii Urb.
- Buxus excisa Urb.
- Buxus foliosa (Britton) Urb.
- Buxus glomerata (Griseb.) Müll.Arg.
- Buxus gonoclada (C.Wright ex Griseb.) Müll.Arg.
- Buxus hainanensis Merr.
- Buxus harlandii Hance
- Buxus hebecarpa Hatus.
- Buxus henryi Mayr
- Buxus hildebrandtii Baill.
- Buxus humbertii G.E.Schatz & Lowry
- Buxus ichagensis Hatus.
- Buxus imbricata Urb.
- Buxus itremoensis G.E.Schatz & Lowry
- Buxus jaucoensis Eg.Köhler
- Buxus koehleri P.A.González & Borsch
- Buxus laevigata (Sw.) Spreng.
- Buxus lancifolia Brandegee
- Buxus latistyla Gagnep.
- Buxus leivae Eg.Köhler
- Buxus linearifolia M.Cheng
- Buxus lisowskii Bamps & Malaisse
- Buxus liukiuensis (Makino) Makino
- Buxus loheri Merr.
- Buxus macowanii Oliv.
- Buxus macrocarpa Capuron
- Buxus macrophylla (Britton) Fawc. & Rendle
- Buxus madagascarica Baill.
- Buxus malayana Ridl.
- Buxus marginalis (Britton) Urb.
- Buxus megistophylla H.Lév.
- Buxus mexicana Brandegee
- Buxus microphylla Siebold & Zucc.
- Buxus moana Alain
- Buxus moctezumae Eg.Köhler, R.Fernald & Zamudio
- Buxus mollicula W.W.Sm.
- Buxus monticola G.E.Schatz & Lowry
- Buxus moratii G.E.Schatz & Lowry
- Buxus muelleriana Urb.
- Buxus myrica H.Lév.
- Buxus natalensis (Oliv.) Hutch.
- Buxus nipensis Eg.Köhler & P.A.González
- Buxus nyasica Hutch.
- Buxus obtusifolia (Mildbr.) Hutch.
- Buxus olivacea Urb.
- Buxus pachyphylla Merr.
- Buxus papillosa C.K.Schneid.
- Buxus pilosula Urb.
- Buxus portoricensis Alain
- Buxus pseudaneura Eg.Köhler
- Buxus pubescens Greenm.
- Buxus pubifolia Merr.
- Buxus pubiramea Merr. & Chun
- Buxus pulchella Baill.
- Buxus rabenantoandroi G.E.Schatz & Lowry
- Buxus retusa (Griseb.) Müll.Arg.
- Buxus revoluta (Britton) Mathou
- Buxus rheedioides Urb.
- Buxus rivularis Merr.
- Buxus rolfei S.Vidal
- Buxus rotundifolia (Britton) Mathou
- Buxus rugulosa Hatus.
- Buxus rupicola Ridl.
- Buxus sclerophylla Eg.Köhler
- Buxus sempervirens L.
- Buxus serpentinicola Eg.Köhler
- Buxus shaferi (Britton) Urb.
- Buxus sinica (Rehder & E.H.Wilson) M.Cheng
- Buxus sirindhorniana W.K.Soh, von Sternb., Hodk. & J.Parn.
- Buxus stenophylla Hance
- Buxus subcolumnaris Müll.Arg.
- Buxus triptera Eg.Köhler
- Buxus vaccinioides (Britton) Urb.
- Buxus vahlii Baill.
- Buxus wallichiana Baill.
- Buxus wrightii Müll.Arg.
- Buxus yunquensis Eg.Köhler